# N-acetylaspartaat
N-acetylaspartaat (doorgaans afgekort tot NAA) is een derivaat van asparaginezuur met als brutoformule C6H9NO5. In zuivere toestand is het een kleurloze vaste stof, die goed oplosbaar is in water.
De verbinding komt - na glutamaat - als meeste voor in de hersenen. N-acetylaspartaat is in hoge concentraties aanwezig in met name de grijze stof en neuronen. Het wordt gevormd uit het aminozuur asparaginezuur en het acetyl-CoA.

## Biochemische functie
De precieze functies van N-acetylaspartaat zijn nog niet bekend. Er wordt echter verondersteld dat de molecule een belangrijke functie heeft bij het in stand houden van de vochtbalans van de hersenen. Verder zou het een bron van acetaat vormen bij vet- en myelinesynthese in oligodendrocyten, de gliacellen die de axonen in het centrale zenuwstelsel myeliniseren. De synthese van N-acetylaspartaat hangt bovendien sterk samen met het energiemetabolisme in neuronale mitochondriën, wat een mogelijke betrokkenheid bij de energieproductie impliceert. Ten slotte vormt N-acetylaspartaat een precursor voor de synthese van de belangrijke neuronale dipeptide N-acetylaspartylglutamaat.
Bij magnetische resonantiespectroscopie (een bijzondere vorm van kernspinresonantie) van de hersenen geeft N-acetylaspartaat het sterkste signaal af. Het N-acetylaspartaat-signaal is, in vergelijking met de gezonde toestand, lager in een breed spectrum van neuropathische toestanden, variërend van traumatische hersenschade tot de ziekte van Alzheimer. N-acetylaspartaat is daarom een betrouwbaar molecuul van diagnostische waarde voor artsen die patiënten met hersenschade of -ziekte behandelen.